# Ulf Isenborg
Ulf Olof Isenborg, född 11 december 1946 i Stockholm, är en svensk skådespelare.

## Biografi
Innan Isenborg blev skådespelare arbetade han som frisör. Han gick ut Teaterhögskolan i Stockholm 1979. Isenborg filmdebuterade 1980 i kortfilmen Och då tog hon sin äkta man i håret och höll honom en god stund utanför fönstret... Han medverkade också som rövare i Ronja Rövardotter men är troligen mest känd för rollen som charkuteristen Rickard i TV-serien Varuhuset (1987–1988). Efter den  gjorde han ett antal mindre film- och TV-roller. Vid sidan av detta var han engagerad vid Riksteatern under 1980- och 1990-talen. Han var även med i Wiraspelen i Wira bruk där han spelade Daniel.

## Filmografi
- 1980 – Och då tog hon sin äkta man i håret och höll honom en god stund utanför fönstret...
- 1981 – Babels hus (TV-serie)
- 1984 – Julstrul med Staffan & Bengt (TV-serie)
- 1984 – Ronja Rövardotter
- 1987–1988 – Varuhuset (TV-serie)
- 1989 – Det svänger på varuhuset
- 1994 – Sommarmord
- 1994 – Öppna dörrar
- 1995 – Duvslaget
- 1997 – Ska vi bli ihop?
- 1998 – S:t Mikael (TV-serie)
- 2008 – Space Chimps
- 2009 – Prinsessan och grodan
- 2011 – Nalle Puhs film - Nya äventyr i Sjumilaskogen
- 2012 – Ice Age 4

## Teater

### Roller
| År   | Roll               | Produktion                                | Regi              | Teater                 |
| ---- | ------------------ | ----------------------------------------- | ----------------- | ---------------------- |
| 1979 | Byfogden           | Två på häst och en på åsna Oldrich Danek  | Thomas Ryberger   | Stockholms stadsteater |
| 1979 | Tomas Bunke        | En midsommarnattsdröm William Shakespeare | Göran O. Eriksson | Stockholms stadsteater |
| 1980 | Kritikern          | Hoppla, vi lever! Ernst Toller            | Fred Hjelm        | Stockholms stadsteater |
| 1981 | Michele            | Lördag, söndag, måndag Eduardo De Filippo | Andris Blekte     | Stockholms stadsteater |
| 1985 |                    | Klassfiende (Class Enemy) Nigel Williams  | Magnus Bergquist  | Riksteatern            |
| 1995 | Monsieur Dieulafoi | Min mamma herr Albin Jean Poiret          | Hans Bergström    | Folkan                 |
| 1996 | Caliban            | Stormen (The Tempest) William Shakespeare | Guðjón Pedersen   | Riksteatern            |